# Friedrich Leopold
Justus Friedrich Günther Leopold (* 24. November 1795 in Appenrode; † 18. Juni 1875) war ein deutscher lutherischer Theologe, Konsistorialrat und Generalsuperintendent der Generaldiözese Hoya-Diepholz.

## Leben
Friedrich Leopold, ein Sohn des Pastors und Schriftstellers Justus Ludwig Günther Leopold (1761–1822), studierte ab 1815 und erneut ab 1818 in Göttingen Theologie. Er wurde 1822 Hilfsprediger an der Schlosskirche in Hannover. Von 1822 bis 1825 war er zugleich Hofkaplan an der Neustädter Hof- und Stadtkirche. 1825 trat er als Hilfsarbeiter in das Konsistorium in Hannover ein. 1832 wurde er zweiter Schlossprediger, 1839 erster Schlossprediger an der Schlosskirche im Leineschloss in Hannover. Von 1841 bis 1868 war er Generalsuperintendent der Generaldiözese Hoya-Diepholz. Ab 1839 gehörte er als ordentliches geistliches Mitglied dem Konsistorium an.

## Nachweise
1. ↑  Eingeschrieben am 21. April 1815 und am 19. April 1818 (Die Matrikel der Georg-August-Universität zu Göttingen 1734–1837. Hildesheim 1937, S. 550 und 599).

| Personendaten    | Personendaten                                                                                               |
| ---------------- | --- |
| NAME             | Leopold, Friedrich                                                                                          |
| ALTERNATIVNAMEN  | Leopold, Justus Friedrich Günther (vollständiger Name)                                                      |
| KURZBESCHREIBUNG | deutscher lutherischer Theologe, Konsistorialrat und Generalsuperintendent der Generaldiözese Hoya-Diepholz |
| GEBURTSDATUM     | 24. November 1795                                                                                           |
| GEBURTSORT       | Appenrode                                                                                                   |
| STERBEDATUM      | 18. Juni 1875                                                                                               |